# شمزان هیئت
شمزان هیئت، روستایی در دهستان دولاب بخش مرکزی شهرستان قلعه‌گنج در استان کرمان ایران است.

## جمعیت
بر پایه سرشماری عمومی نفوس و مسکن در سال ۱۳۹۵، جمعیت این روستا برابر با ۴۳۱ نفر (۱۲۱ خانوار) بوده‌است.